# Hemicyon
Hemicyon (gr. "medio perro") es un género extinto de mamíferos carnívoros de la familia Hemicyonidae.  Sus restos fósiles están datados en el Mioceno y se han encontrado en Norteamérica, Europa y Asia.

## Descripción
Hemicyon medía 1,5 m de longitud y unos 70 cm de altura. Poseía unas proporciones similares a las del tigre, pero una dentición más parecida a la de los perros. Era un depredador hipercarnívoro digitígrado que cazaba en las llanuras, posiblemente en manada.

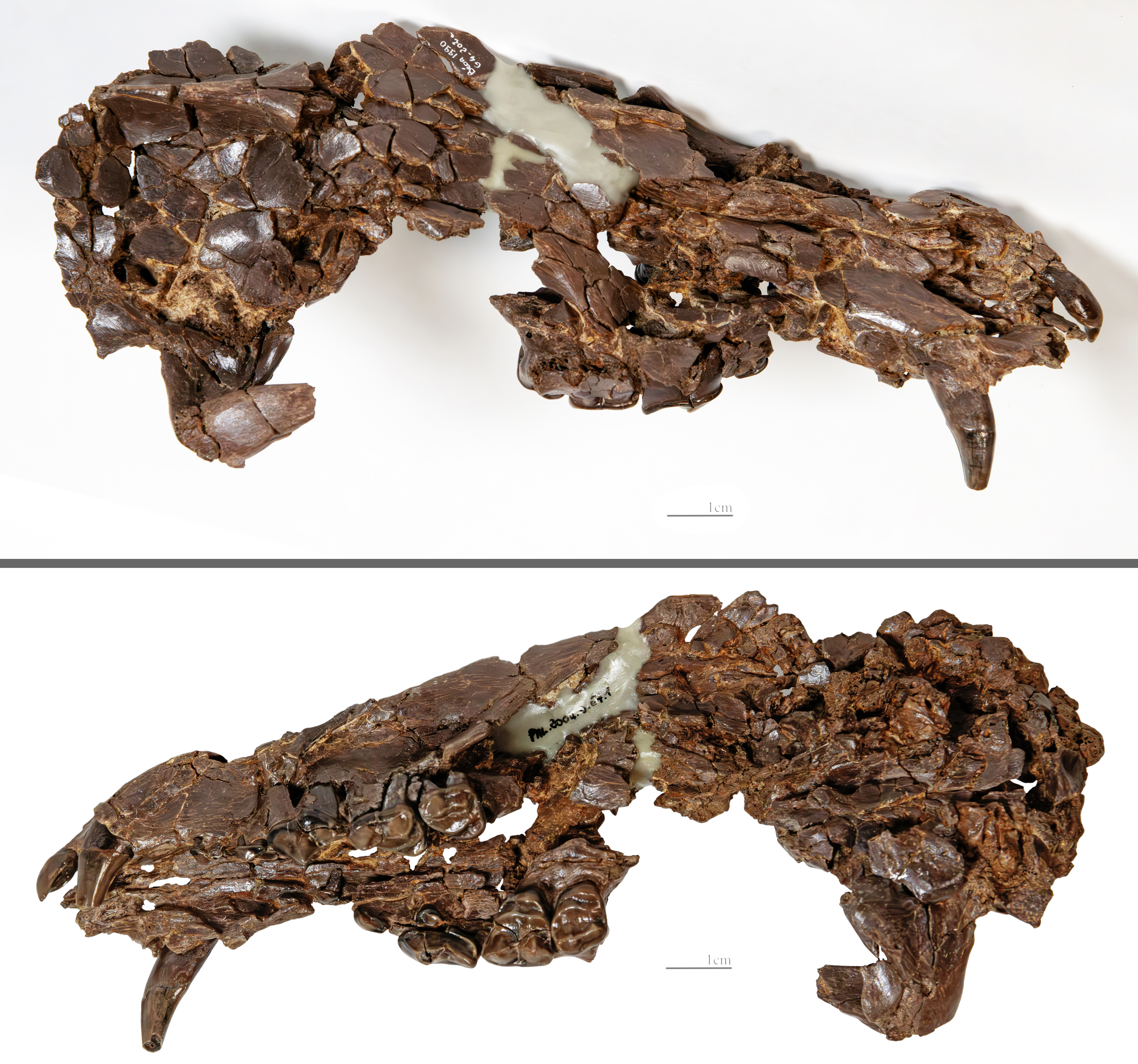
cráneo, Montréal-du-Gers - MHNT

## Yacimientos
Se han encontrado fósiles de Hemicyon en los siguientes yacimientos:
| Yacimiento          | País           | Edad                     |
| Thomas Farm         | Estados Unidos | Burdigaliense (18 Ma)    |
| Formación Hujialian | China          | Mioceno medio            |
| Fauna Shan Mong     | China          | Mioceno inferior         |
| Formación Dongxiang | China          | Mioceno medio            |
| Formación Laogou    | China          | Mioceno medio            |
| Tarazona de Aragón  | España         | Mioceno medio            |
| Arroyo del Val      | España         | Mioceno medio            |
| Somosaguas          | España         | Mioceno medio            |
| İnönü               | Turquía        | Mioceno medio            |
| Cuenca Banovići     | Bosnia         | Mioceno inferior (20 Ma) |
| Fauna Pollack Farm  | Estados Unidos | Mioceno inferior (16 Ma) |
| Formación Santa Fe  | Estados Unidos | Mioceno                  |